# Katedra w Visby
Katedra w Visby (szw. Visby domkyrka, Sankta Maria kyrka lub Visby Sankta Maria domkyrka) – kościół położony w Visby, w regionie Gotland, w Szwecji. Świątynia jest kościołem parafialnym w parafii katedralnej Visby i diecezjalnym diecezji Visby Kościoła Szwecji.
Kościół jest jedynym ze średniowiecznych kościołów Visby, który przetrwał do czasów współczesnych i jest nadal czynny.
Katedra ma status zabytku sakralnego według rozdz. 4 Kulturminneslagen (pol. Prawo o pamiątkach kultury) ponieważ została wzniesiona do końca 1939 (3 §).

## Historia

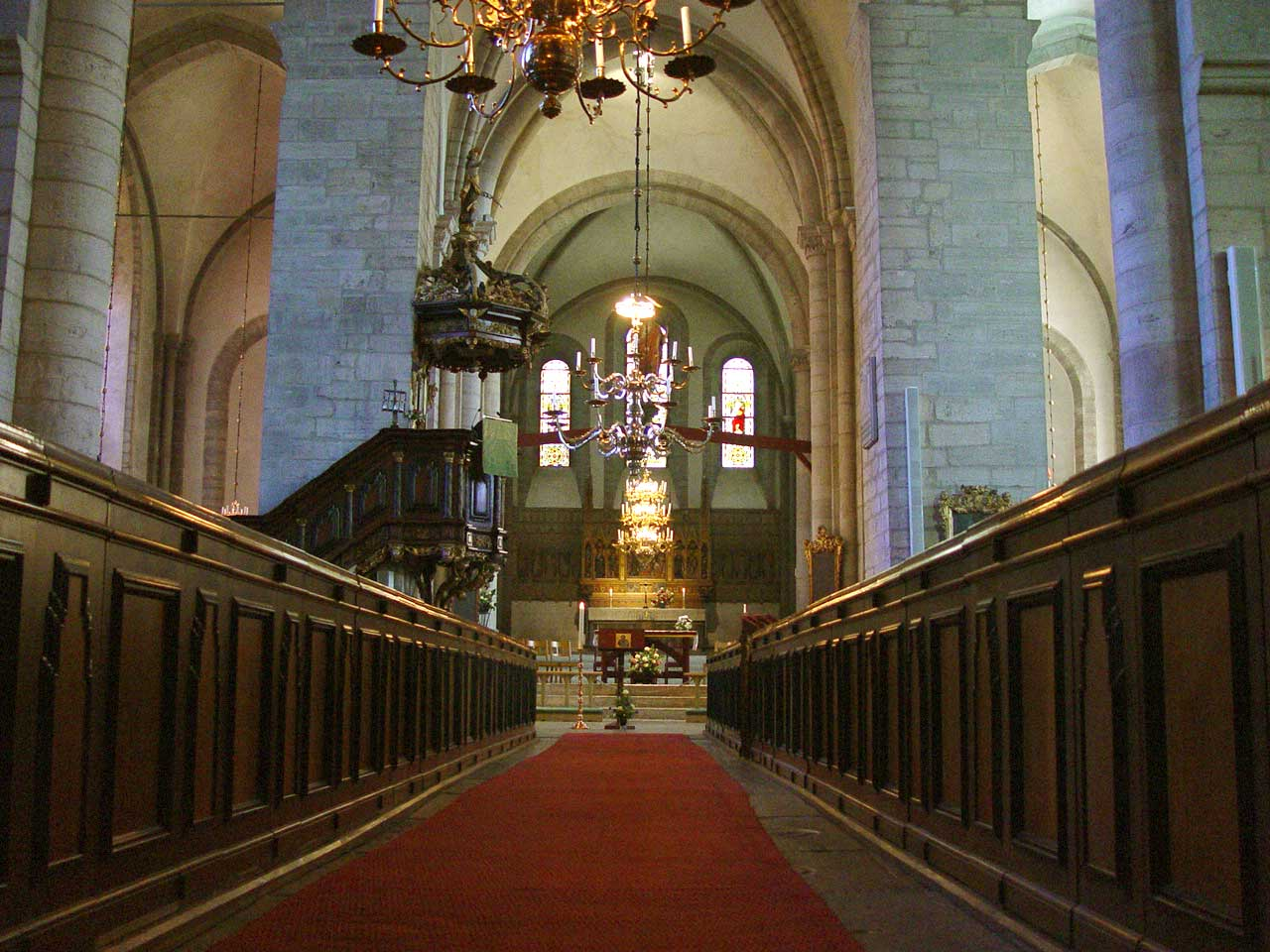
Nawa główna

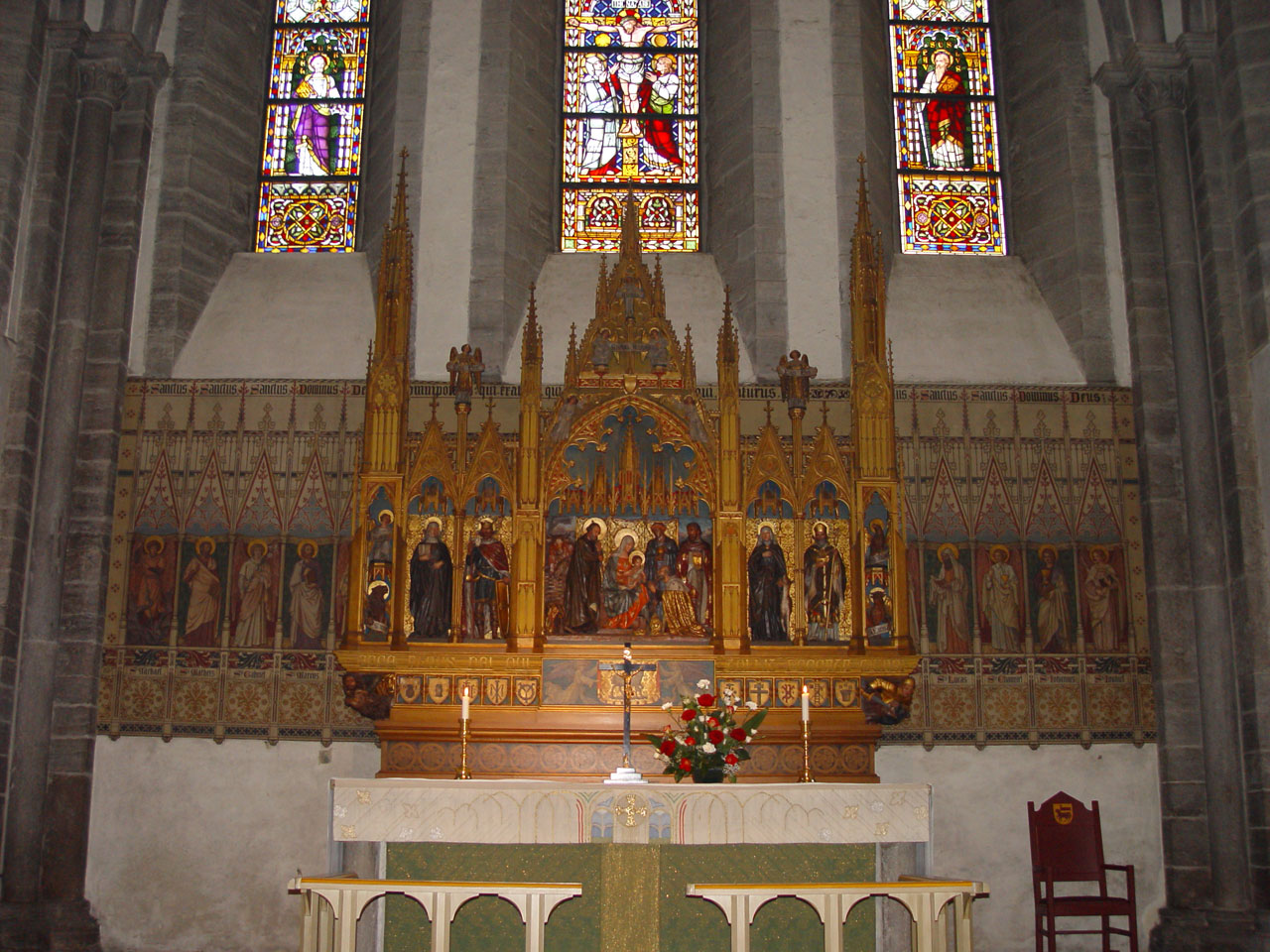
Ołtarz główny

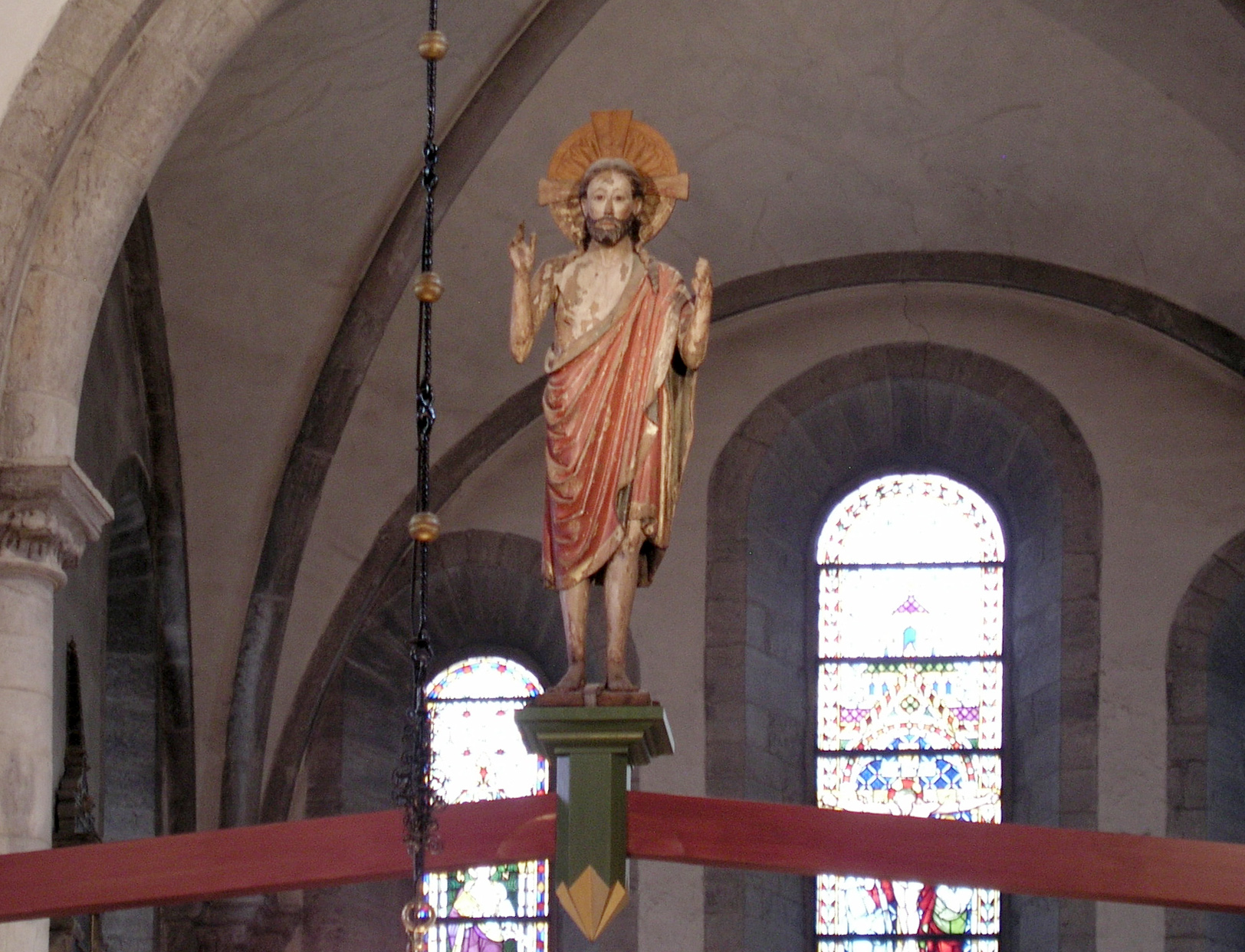
Belka tęczowa

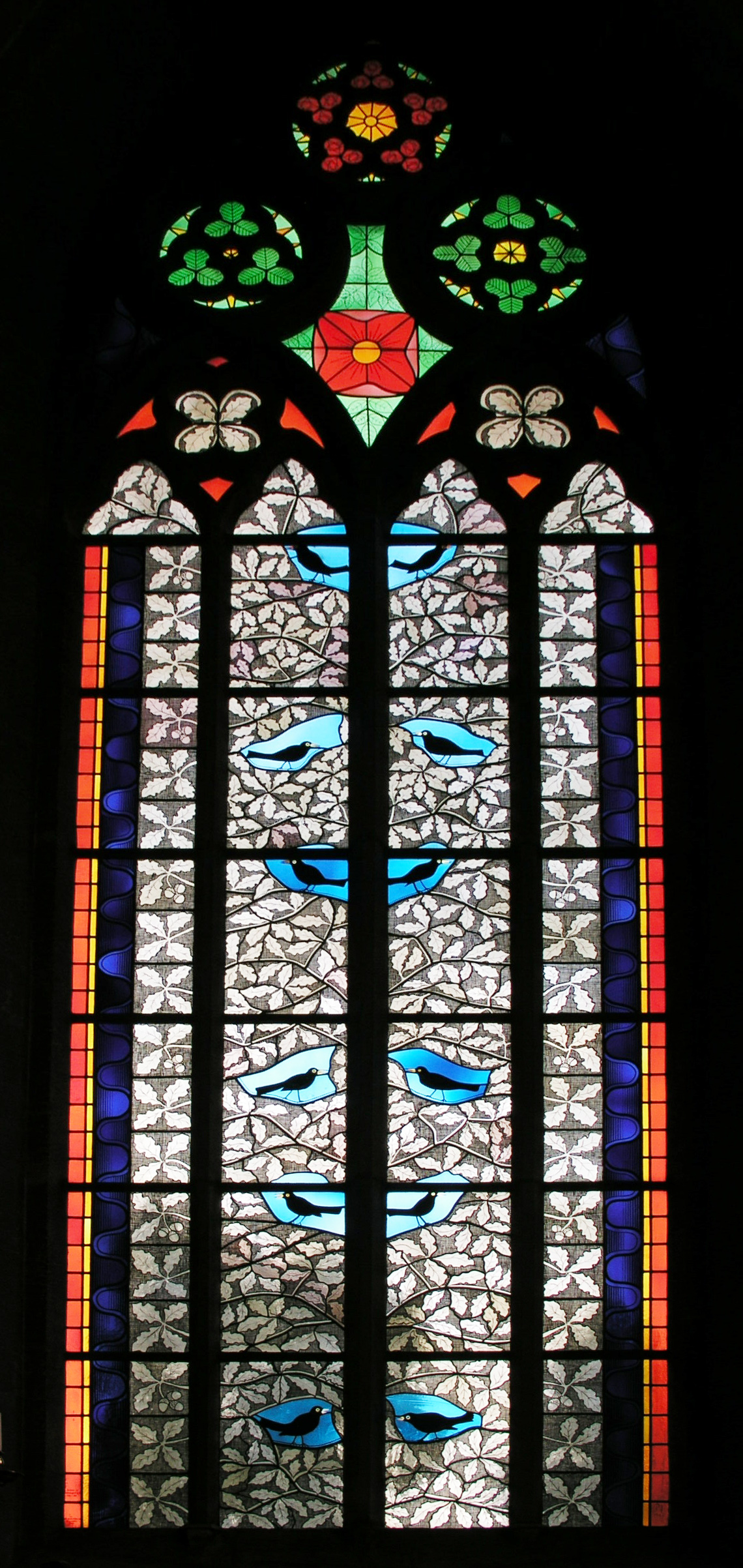
Jedno z okien katedry

Kościół Mariacki w Visby został w całości wzniesiony w średniowieczu. Pierwszy kościół w tym miejscu zaczęto budować w 1190, a powodem jego budowy był prawdopodobnie spór między kolonistami niemieckimi zamieszkującymi na stałe Gotlandię i nowymi przybyszami z Niemiec, którym nie pozwolono na korzystanie z dotychczasowego kościoła parafialnego pod wezwaniem św. Piotra. Wówczas to przybysze podjęli decyzję o budowie własnej świątyni. Rozpoczęto w tym celu zbiórkę pieniędzy na niemieckich statkach handlowych zawijających do portu w Visby. Zgromadzone środki nie były jednak wielkie, tak więc budowa nowego kościoła przeciągała się. Zmianie ulegały plany i kierownictwo budowy. Wzorem dla powstającego kościoła były kościoły niemieckie. 27 lipca 1225 ukończony kościół został konsekrowany przez biskupa Bengta z Linköping jako kościół parafialny. Nadano mu wezwanie Najświętszej Maryi Panny. Była to romańska bazylika z obejściem, transeptem i wieżą zachodnią. Kościół Mariacki od 1225 stał się kościołem międzyparafialnym bez wyznaczonych granic administracyjnych, z dwoma proboszczami: niemieckim dla wspólnoty niemieckiej i gotlandzkim dla mniejszej gotlandzkiej, która pod względem liczebności do XV w. była trzykrotnie mniejsza od niemieckiej; w późniejszym czasie proporcje te wyrównały się. Z tego powodu w 1429 obie wspólnoty postanowiły mieć jednego proboszcza. W okresie dominacji Niemców kościół Mariacki był określany jako "kościół niemiecki", przez wszystkich zaś był nazywany „Vår kära frus kyrka” (pol. dosł. "kościół naszej miłościwej Pani").
Wkrótce po konsekracji (ok. 1230 do ok. 1250) rozpoczęła się przebudowa świątyni na kościół halowy; wybudowano nowe prezbiterium flankowane dwiema wieżami i dwukrotnie powiększono transept. Po zakończeniu tego etapu rozbudowy (od 1250 do ok. 1260) nawa główna z bocznymi miały taką sama szerokość jak transept.
W I połowie XIV w. powiększono kościół poprzez wybudowanie po stronie południowej tzw. kaplicy wielkiej (szw. Stora kapellet) w stylu gotyckim. Podwyższono przy tym mury nawy głównej, tak że kościół stał się zewnętrznie znowu bazyliką (wewnątrz nie towarzyszyło temu podniesienie sklepień). Podwyższenie murów nawy głównej było podyktowane chęcią uzyskania miejsca na składowanie pieniędzy, dokumentów i ksiąg handlowych należących do bogatych mieszczan. Przy rozbudowie świątyni inspirowano się wzorami francuskimi, także jeśli chodzi o wystrój wnętrza. Podwyższono przy tym parę wschodnich wież. Ponieważ dobudowanie nowej kaplicy pogorszyło oświetlenie wnętrza kościoła, podniesiono gotyckie okna w korpusie świątyni a u schyłku stulecia zmieniono również okna późnoromańskie. Po 1349 bracia Simon i Greger Swerting wybudowali tzw. chór kupiecki (szw. Köpmankoret) dla upamiętnienia ojca niemieckiego burmistrza Visby Hermana Swertinga, straconego w 1342. Nowo wzniesiona budowla była dołączona do kaplicy Wielkiej po stronie południowej.
W 1409 biskup Knut Bosson (Natt och Dag) z Linköping konsekrował obraz Najświętszej Marii Panny. W 1423 z inicjatywy gotlandzkich członków parafii podwyższono mury wieży zachodniej, a w połowie stulecia nakryto hełmami obie wieże wschodnie. 
W 1525 wybuchł konflikt między Lubeką i rezydującym na zamku Visborg Sörenem Norrby. Przybyli z Lubeki Niemcy spalili wszystkie kościoły w mieście z wyjątkiem kościoła św. Jana (St. Hans kyrka) i kościoła Mariackiego. Kościołem parafialnym stał się kościół św. Jana. Gdy ok. 1533/1534 pan lenny Henrik Rosencrantz zdecydował ze względów obronnych o wyburzeniu wież kościoła św. Jana, mieszkańcy miasta zostali zmuszeni do opuszczenia swego kościoła. Wówczas to kościół Mariacki został wybrany jako miejski kościół parafialny i w 1572 podniesiony do rangi katedry wraz z erygowaniem diecezji w Visby.
Na początku XVII w. wschodnia część kościoła, w tym hełmy obu wież, spłonęła w wyniku pożaru. W 1630 podwyższono dwa okna w części zachodniej. W 1639 zbudowano schody w wieżach i zakupiono deski na poddasze znajdujące się ponad sklepieniami. W 1684 wstawiono ambonę zamówioną w Lubece. 
Pod koniec stulecia w północno-zachodnim narożniku kaplicy wielkiej urządzono salę konsystorską zamiast magazynu zbożowego, który wcześniej tu się znajdował. W 1732 zbudowano barierkę przed portalem, zastąpioną ok. 1767 przez kaplicę. Po 1720 poddano renowacji wieżę zachodnią. W połowie tego samego stulecia wymieniono poszycie dachu usuwając starą dachówkę typu mnich i mniszka i kładąc nową, falistą, sprowadzoną z Lubeki. W 1760 odbudowano hełmy wież wschodnich według planów Johana Reinicke, natomiast w 1762 kaplica wielka otrzymała barokowy szczyt według projektu mistrza budowlanego Johana Hamgrena.
W 1744 spłonęła wieża zachodnia. W wyniku odbudowy otrzymała nowy, istniejący do dzisiaj hełm według projektu Christiana Lotsby. W 1765 poddano renowacji wnętrze kościoła. W 1778 od strony północnej wybudowano zakrystię, a zamurowany wcześniej portal w transepcie otwarto i zaczęto wykorzystywać jako wejście do kościoła.
W 1802 kościół Mariacki znajdował się w złym stanie. Hełmy wież i dach były zbutwiałe, zaś posadzka była uszkodzona z powodu znajdujących się pod nią wielu grobów. Część zaniedbań udało się usunąć w najbliższych latach. W 1816 rozpoczęła się restauracja świątyni, którą jednak szybko przerwano z powodu braku środków. W latach 20. tego samego stulecia naprawiono okna i uszkodzone maswerki; w okna kaplicy Wielkiej wstawiono maswerki dębowe.
W latach 1831-1832 przeprowadzono obszerną renowację, ostro skrytykowaną przez historyka sztuki Säve, jako że usunięto historyczne ślady m.in. z filarów środkowych. Położono nową posadzkę, usunięto i przerobiono płyty nagrobne (wiele z nich sprzedano jako materiał budowlany), ściany pobielono wapnem, usunięto część ozdób ołtarzowych, okno za ołtarzem uformowano na kształt Oka Opatrzności. Zlikwidowano dwie empory, przebudowano ławki kościelne, zaś usunięte wyposażenie sprzedano na aukcji. 
Kolejna większa restauracja została przeprowadzona według projektu architekta Gusta Pettersson i miała miejsce w latach 1890-1893, kiedy to ponownie ułożono posadzkę oraz zainstalowano nowy system grzewczy. Usunięto malowidła ze ścian i sklepień, wygładzając je gipsem. Ściany i sklepienia prezbiterium zostały pomalowane przez malarza C. W. Petterssona według projektu E. Bergha. Powierzchnie kamienne zostały odbarwione, kamieniarkę ociosano na nowo, w całości lub częściowo. Filary zachodnie obłożono nowym ciosem. Otwarto kondygnację z emporą. W kaplicy Wielkiej zlikwidowano ściankę działową. Przeniesiono ołtarz główny usuwając z niego ozdoby, odnowiono ławki kościelne i organy, zmieniono lokalizację pozostałego wyposażenia. Zrekonstruowano gotyckie okna w prezbiterium i wstawiono w nie nowe witraże projektu witrażysty Carla de Bouché z Monachium.
Na przełomie XIX i XX w. przeprowadzono zewnętrzną restaurację świątyni według projektu architekta Axela Hermana Hägga; zamierzeniem podjętej restauracji było przywrócenie kościołowi średniowiecznego wyglądu według wzorów angielskiego neogotyku. Największe zmiany dotyczyły barokowego szczytu kaplicy wielkiej, który zastąpił szczyt neogotycki. Wzniesiono poza tym nową zakrystię i obniżono dachy naw bocznych. Usunięto gips z fasad i wykuto z kamienia nowe rzeźby. W 1907 C. W. Pettersson wykonał według modelu Hägga nowe malowidła na sklepieniu prezbiterium, na ołtarzu zaś umieszczono nową nastawę, również projektu Hägga.
W latach 1944-1945 dokonano restauracji wnętrza kościoła według planów architekta Erika Fanta. Pomalowano wówczas ściany i sklepienia, zrobiono nowe ławki kościelne z drewna orzechowego; z tego samego surowca wykonano również nową emporę organową i balustradę komnijną wokół ołtarza.
W latach 1979-1985 przeprowadzono według projektu architekta Jerka Altona (ur. 1937) kolejną, zakrojoną na szeroką skalę restaurację kościoła, tak zewnętrzną jak i wewnętrzną. Wymieniono dach, wzmocniono mury, oczyszczono fasadę, zrekonstruowano maswerki. Na poddaszu ponad arkadami zbudowano wewnętrzną galerie. Uzupełniono oświetlenie, zainstalowano nowy system grzewczy i nowe nagłośnienie. Ściany i sklepienia oczyszczono i wydobyto murale. Poddano konserwacji wszystkie przedmioty o wartości historycznej i kulturowej. Przebudowano wnętrze kościoła. Odrestaurowano tzw. salę modlitw i salę srebrną, flankujące prezbiterium. W okna kaplicy wielkiej wstawiono nowe witraże a ją samą przekształcono na kaplicę do nabożeństw specjalnych z nowym wyposażeniem zaprojektowanym przez Altona. Przebudowano również wnętrze zakrystii nadając jej charakter wielofunkcyjny, gdzie obok siebie mieszczą się tzw. sala rozmów, garderoba, pracownia, szatnia i toalety, jak również centrala elektryczna i cieplna.
W jednej z wież kościelnych TeliaSonera zainstalowała stację przekaźnikową telefonii komórkowej.
W 2005 powstał projekt przekształcenia zachowanego na poddaszu katedry dawnego składu kupieckiego o pow. 800 m² na muzeum kościelno-historyczne. Pomysł poparli m.in. rada kościelna i biskup Visby. Projekt adaptacji wnętrza wykonał fiński architekt Vilhelm Helander. Udało się zgromadzić na ten cel ok. 1,8 mln koron szwedzkich. Resztę środków planowano pozyskać z funduszy celowych UE oraz z opłat za bilety wstępu. Katedrę odwiedza ok. 200 000 gości rocznie, z których, jak szacowano, ok. 10% byłoby gotowych zapłacić za wstęp i zwiedzić muzeum.